# Бабадайхан
Бабайдахан туркм. Babadaýhan— місто (з 2016) на сході Ахалського велаяту Туркмениістану. Розташоване у дельті річки Теджен. Найближча залізнична станція розташована за 38 км у Теджені. Селище засновано у 1930-х роках і спочатку було названо на честь більшовицького діяча Сергія Кірова Кіровськ. У 1935 році отримало статус районного центру.

До 2016 та з 2018 — центр етрапу.